# Автовіа А-2
Автовіа A-2 (також називається Autovia del Nordeste та Avenida de América, кат. Autovia del Nord-est) — іспанський маршрут автовіа та автомагістраль, яка починається в Мадриді та закінчується в Барселоні. Вона замінює колишнію N-II.

## Розділи
| # | Від      | до        | Довжина   | Назва |
| - | -------- | --------- | --------- | ----- |
| 1 | Мадрид   | Сарагоса  | 308.08 км | А-2   |
| 2 | Ігуалада | Марторел  | 36.09 км  | А-2   |
| 3 | Марторел | Барселона | 31,68 км  | А-2   |

## Великі міста на шляху

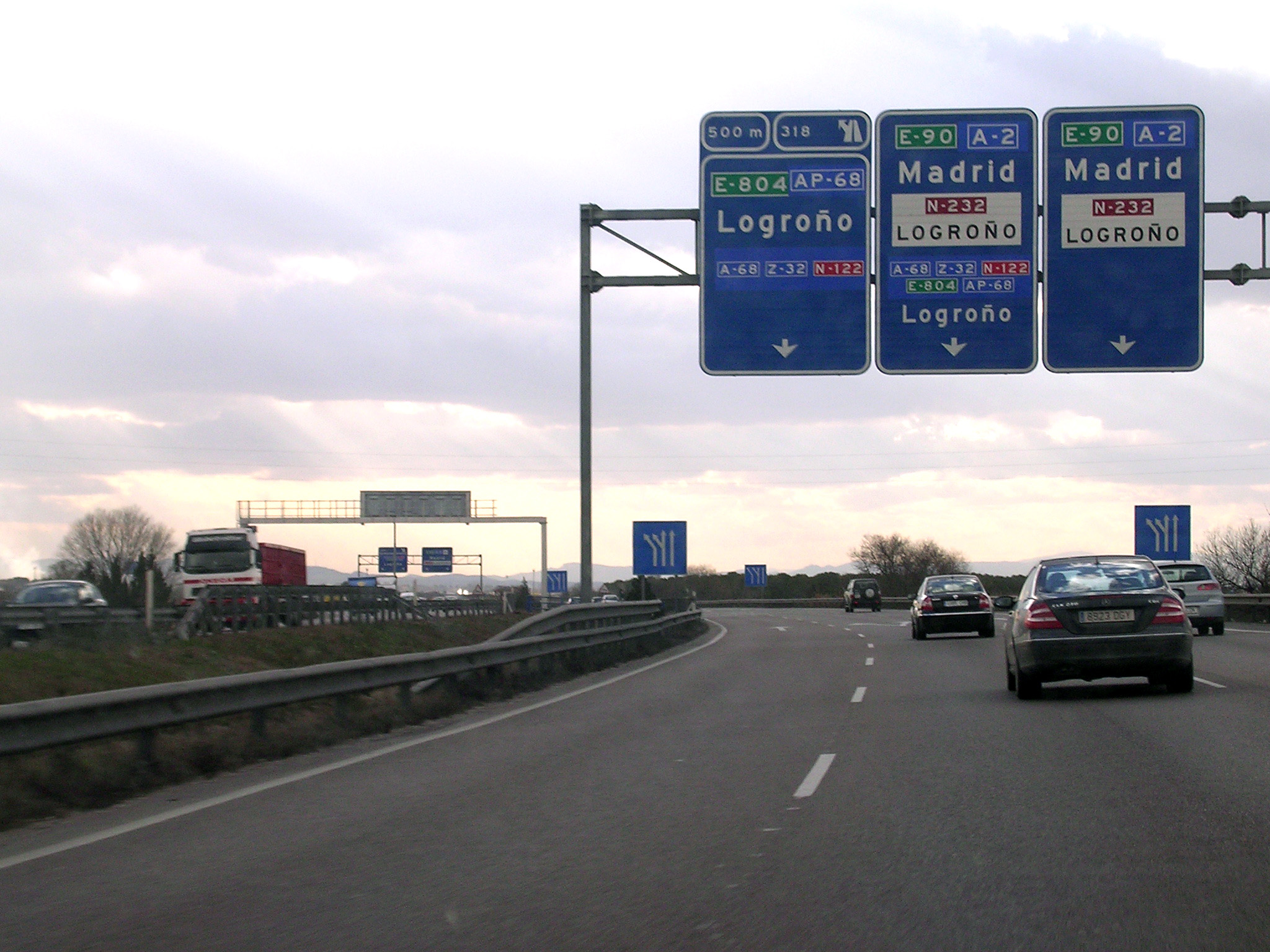
Автовіа A-2 у Сарагосі

- Мадрид
- Гвадалахара
- Сарагоса
- Фрага
- Леріда
- Марторел
- Барселона